# Pieter Douma

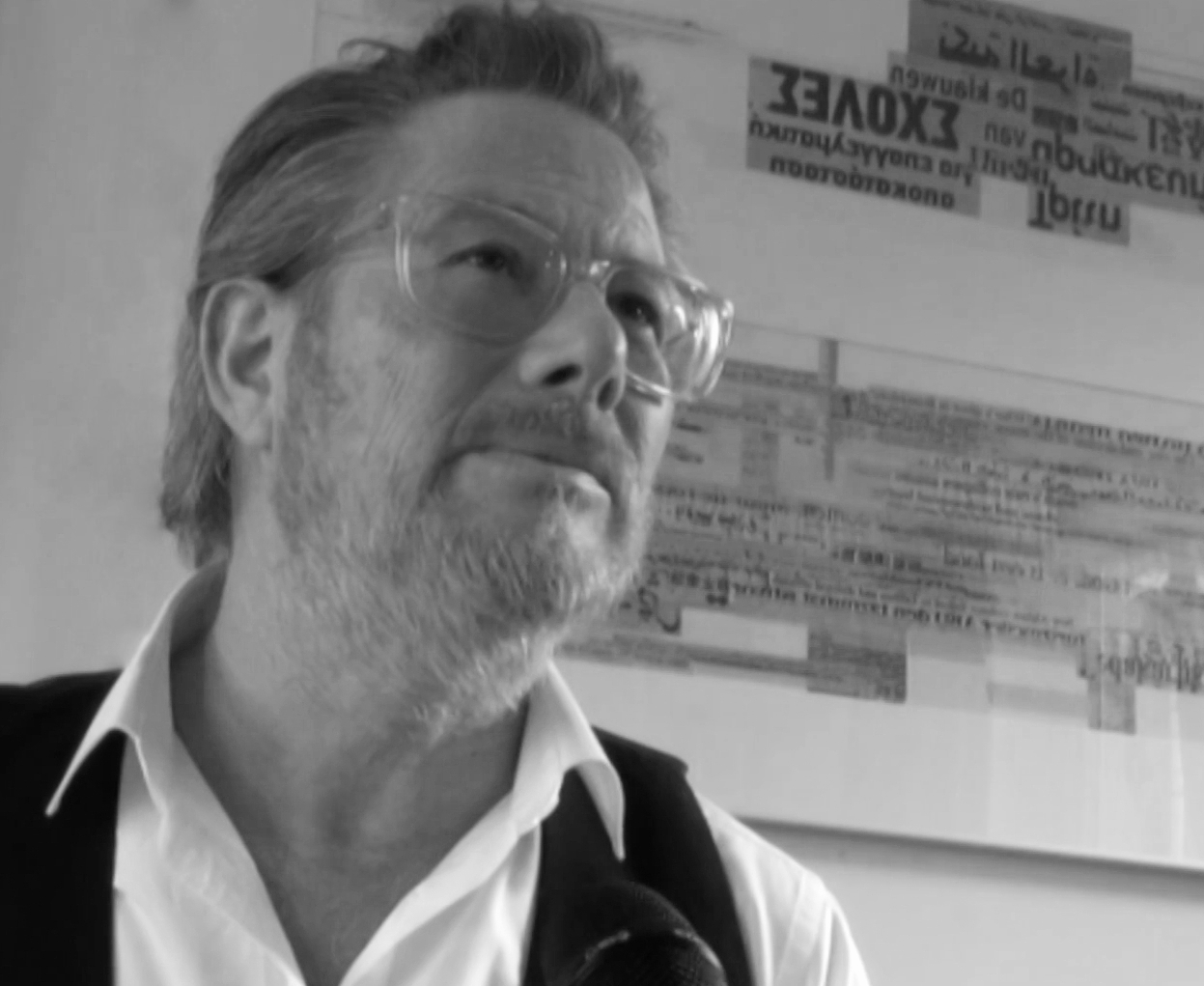

Pieter Douma ist ein niederländischer Jazzbassist.
Douma spielte ab 1975 als autodidaktischer Bassgitarrist in verschiedenen Rockbands. Seit 1981 studierte er am Königlichen Konservatorium in Den Haag Kontrabass bei Victor Kaihatu, später in Arnhem bei Hank Haverhoek. Er spielte ab 1985 in der Rockband Blowbeat, mit der er mehrere Alben aufnahm, daneben mit Mike Kaneally und Jan Akkerman und mit den Bluesmusikern Dr. John und Guy Forsyth.
Auf dem Gebiet des Jazz arbeitete er mit Jerry Gonzalez, Dick de Graaf, Ernst Reijseger, Pierre Courbois, Louis van Dijk, Koos van der Sluis und Martin Fondse. Anfang der 1990er Jahre unterrichtete er an der Musikschule Doettinchem (1989–1994), der Codarts-Kunsthochschule Rotterdam (ab 1990) und dem Konservatorium von Arnhem (ab 1993).
Zwischen 1996 und 1998 trat er im Duo mit René Creemers auf, mit dem er das Album Paradox einspielte, seit 2000 mit dem Singer-Songwriter Marcel van de Beeten. Seit 2006 ist er Mitglied von Michiel Braams Wurli Trio, einer Gruppe für zeitgenössische Improvisationsmusik. Mit Hans Hasebos gründete er im gleichen Jahr die Gruppe Bachelor Beats.
Er gibt Meisterklassen, Workshops und Solokonzerte in den Niederlanden und in Deutschland, u. a. bei European Jazz Days 2002 und 2004.

## Diskographie
- I Compani: Rota, 1985 (mit Bo van de Graaf, Wim Westerveld, Paul Vlieks, Bernard Hunnekink, Frank van Merwijk, Fred van Duynhoven)
- Blowbeat: Hands up, 1985
- Blowbeat: BlowBeat, 1990
- Blowbeat: Chainsaw melodies, 1993
- ParadoX mit René Creemers, 1998
- Blue Lou and the haedhunters feat. Guy Forsyth, 1998
- MEC: Break the Seal, 2003
- Nandita Gosh: Indian Roots, 2005
- I Compani: Fellini, 2005 (mit Bo van de Graaf, Jeroen Doomernik, Frank Nielander, Tessa Zoutendijk, Hans Hasebos, Carel van Rijn, Fred van Duynhoven, Simin Tander)
- Wurli Trio: Hosting Changes, 2006